# Ronald Hooghart
Ronald Louis Arnoud (Ronald) Hooghart is een Surinaams bestuurder en politicus. Hij is voorzitter van de federatie van ambtenarenvakbonden Centrale van Landsdienaren Organisaties (CLO). In 2014 richtte hij de politieke Partij Belangenbehartiging en Ontwikkeling (PBO) op en in 2015 verwierf hij via de lijst van de Nationale Democratische Partij (NDP) een zetel in De Nationale Assemblée (DNA).

## Biografie
Hooghart werd rond 1945/1946 geboren in een volkswijk dicht bij het centrum van Paramaribo. Hij groeide op in een gezin met vier kinderen. Op straat was hij een vechtersbaas. Zelf is hij vader van zes kinderen.
Hij werd geïnspireerd door ideologieën van Lenin en Marx, leiders als Fidel Castro, Che Guevara (beide Cuba), Mao (China) en Ho Chi Minh (Vietnam), en de Black Power-beweging van zwarte Amerikanen (Verenigde Staten). Een tijdlang was hij lid van de Kommunistische Partij van Suriname.
Eind 1984 werkte hij voor een overheidsinstantie die opgeheven dreigde te worden door de toenmalige militaire regering onder Desi Bouterse. Het protest dat hij hiertegen startte betekende zijn eerste vakbondssoortige werk.
In 1999 en 2000 was hij als leider van de vakcentrale CLO een drijvende kracht achter de demonstraties die leidden tot de val van de regering van Jules Wijdenbosch. In die tijd had hij het acceptabel gevonden wanneer een buitenland met commando's in Suriname had ingegrepen. Wijdenbosch, en op de achtergrond Bouterse, noemde hij zonder omwegen 'criminelen'.
Hooghart was decennialang verbonden met de Nationale Partij Suriname (NPS) maar raakte vanaf de eeuwwisseling steeds verder verwijderd van Ronald Venetiaan, de leider van deze partij. Ook raakte hij verbitterd omdat hij naar zijn mening onterecht geen kans van de partij had gekregen. In 2010 maakte hij een radicale ommezwaai door vriendschap te sluiten met Bouterse die hij decennia lang veracht had. Sindsdien nam hij het zelfs voor Bouterse op in de media. Tijdens de speciale bijeenkomst in 2012 waarin over de opvolging van Venetiaan bij de NPS gestemd werd, was Hooghart niet aanwezig, ondanks dat hij publiekelijk zijn ambities voor diens opvolging had verkondigd.
In 1999 had hij aspiraties gehad om een politieke vleugel van de CLO op te richten. Dit idee had hij laten varen op advies van Venetiaan, die van mening was dat er meer zetelwinst te behalen was door samen te werken. In 2014 kwam hij alsnog met een eigen partij, de Partij Belangenbehartiging en Ontwikkeling (PBO). Naar eigen zeggen richtte hij de partij op, omdat vooral de oude bestaande partijen geen aandacht zouden schenken aan betere sociale structuren. Vanaf het begin kondigde hij aan dat Pertjajah Luhur en de NDP van Bouterse voor hem kandidaten waren om mee samen te werken. De PBO ging de verkiezingen van 2015 in onder de vleugels van de NDP, waarbij Hooghart als niet-lid op de lijst van de NDP stond. Tijdens de verkiezingen had hij gerekend op minstens tienduizend stemmen. Uiteindelijk verwierf hij de steun van minder dan vijfhonderd kiezers.
Doordat  Bouterse direct na de verkiezingen doorschoof als president, kwam een zetel in DNA vrij waardoor Hooghart zijn entree maakte. Op 30 juni 2015 fungeerde hij als eenmalig parlementsvoorzitter om de nieuwe leden van DNA te installeren. Hij bleef aan als voorzitter van de CLO en werd in 2018 bij acclamatie herkozen tot voorzitter.
In 2018 onderging hij een zware operatie vanwege verstoppingen in zijn aorta en in zijn benen.
In 2020 stemde de meerderheid van het bestuur van de CLO voor een motie van wantrouwen tegen Hooghart. Het bestuur wil binnen drie maanden komen met een "representatieve leider". Volgens ontevreden bestuursleden, onder woordvoerderschap van Michael Miskin, zijn er zaken "helemaal niet goed gaan". Het zou rond de vijf tot zes jaar geprobeerd hebben dit te corrigeren, maar daar niet in zijn geslaagd. Medio september 2020 dreigde het bestuur Hooghart voor de rechter te slepen, als hij zich zou blijven uitspreken als voorzitter van de CLO. Hooghart gaf hier niet aan gehoor, omdat hij van mening is dat een voorzitter niet met een motie van wantrouwen afgezet kan worden. Medio oktober 2020 werd hij bij de CLO weggestemd door 18 lidbonden.
Hij was in 2020 voor de NDP verkiesbaar, maar verwierf geen zetel.